# Ägyptische Königsideologie und Herrscherlegitimation

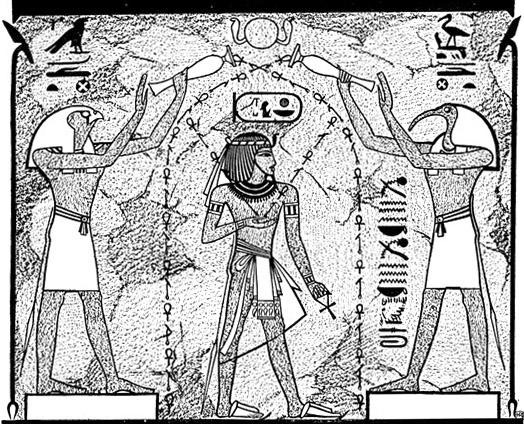
Salbungszeremonie

Die ägyptische Königsideologie und Herrscherlegitimation beschreiben die Rechtfertigung des jeweiligen Herrschers und die damit verbundenen Wertevorstellungen. Unklar ist, ob und in welchem Maße sich der jeweilige König (Pharao) aktiv selbst als legitimen Amtsinhaber darstellte, oder ob dies nur passiv über die schriftkundige Oberschicht geschah. Einen entsprechenden altägyptischen Ausdruck für die Prinzipien der Herrschaftsideologie und -legitimation gibt es nicht.

## Allgemeines
„Königsideologie“ (alternativ „Königsdogma“) bezeichnet die Gesamtheit der Aussagen, die in offiziellen Quellen (unter anderem der Königstitulatur, rituellen und mythischen Texten an Tempelwänden sowie Reliefs und Regierungsverlautbarungen) über den König beziehungsweise das Königsamt direkt wie indirekt getroffen werden. Demnach handelt es sich um ein in sich wandelbares und nicht abgeschlossenes System an Vorstellungen, die sich auf den König beziehen. Der Kern dieses Systems unterlag der stetigen Erweiterung und Ergänzung, jedoch lösten die Neuerungen die Grundaussagen nie vollständig ab. Wie die altägyptischen Mythen wurde auch die Königsideologie nie explizit verschriftlicht, sodass sie aus wiederkehrenden Aussagen und Motiven der verschiedenen textlichen und archäologischen Quellen erschlossen werden muss. Negative Ereignisse, wie beispielsweise militärische Niederlagen oder Notzeiten, wurden dabei entweder nicht aufgenommen (zum Beispiel in vielen Fällen konkrete Namen von Feinden/Aufständischen), oder umgedeutet (zum Beispiel wird die Amarna-Zeit durch die unmittelbar nachfolgenden Könige als gottlose „Leidenszeit“, in der sich das Land im Untergang befand, beschrieben. Des Weiteren wird die drohende Niederlage von Kadesch ideologisch umgedeutet und generell wird der König durch seine Frömmigkeit von Amun befähigt die Feinde im Alleingang zu schlagen). Die Königsideologie definierte das Selbstverständnis und die Grundzüge für das Funktionieren des ägyptischen Staates.
Als Legitimation wird „die Rechtmäßigkeit der Königsherrschaft“ oder die Begründung des jeweiligen herrschenden Individuums definiert. Die zugrundeliegende Frage ist, warum der amtierende König ein Anrecht darauf hat, dieses Amt auszuführen. Unterschieden werden muss grundsätzlich zwischen der Legitimation der Institution und des Einzelnen. Die Rechtfertigung der Institution resultiert aus dem Umstand, dass in Quellen wie der Lehre für Merikare und den Königslisten Ägyptische Chronologie von einer urzeitlichen Königsherrschaft der ersten Götterdynastie ausgegangen wird. Das Königsamt wird deshalb als vom Sonnengott (Re) eingerichtete Institution angesehen. Aufgrund seiner göttlichen „Herkunft“ sowie der festen Verankerung des Königsamtes in der ägyptischen Gesellschaft und dem dazugehörigen Weltbild, kann das Amt als unangefochten gelten. Deshalb wird nie die Königsherrschaft als Institution angezweifelt und als zu rechtfertigen dargestellt. Stattdessen muss jeder Amtsinhaber sein Anrecht auf dieses göttliche Amt aufzeigen und verteidigen.
Der ägyptische Staat ist zu pharaonischer Zeit eine Monarchie und eine Autokratie. Letztere äußert sich als repräsentative oder identitäre Theokratie (= der König herrscht als Gott und/oder Vertreter der Götter). Das Königtum war mit dem ägyptischen Staat und der Kultur so eng verbunden, dass sie teils identisch und somit untrennbar waren. Es wird angenommen, dass der König als Amtsperson der ‚Sonnengott auf Erden‘ (=Horus) war, wobei zwischen dem diesseitigen und jenseitigen König unterschieden werden muss: Mit dem Gott Horus ist immer der amtierende Herrscher gleichgesetzt und der verstorbene König mit Osiris. Der diesseitige, amtierende König musste den Totenkult für den verstorbenen, nun jenseitigen König vollziehen. Bei der Thronbesteigung und Krönung übernahm der neue König die Rolle des „Sonnengottes auf Erden“ und war nun zur Herrschaft berechtigt. Aufgrund der den Kosmos stützenden Aufgaben des Königsamtes wird es für die Ägypter, beziehungsweise deren Priesterschaft, ein unbedingtes Erfordernis gewesen sein, das Amt zu besetzen, sodass auch – falls erforderlich – ein fremdländischer Pharao vorgeblich akzeptiert werden würde. Zu den Aufgaben des Königs gehörten die Aufrechterhaltung der Maat (Ordnung), die symbolische Wiederholung des Schöpfungsaktes und die Abwehr des drohenden Chaos (‘‘Jsf.t’‘/ Isfet). Zu berücksichtigen ist zudem, dass sich nicht etwa der Thronanwärter legitimierte, sondern der König ‘‘nach’‘ seiner Machtübernahme. Die ideale Vorstellung entspricht dabei nicht immer der realen Umsetzung. Der ägyptische König galt als Vermittler zwischen Menschen und Göttern, Garant für die Aufrechterhaltung der Maat und oberster Priester. Er ist zuständig für das Funktionieren des ägyptischen Staates. Aufgrund seiner zentralen Rolle ist die Legitimation, mit der er seinen Anspruch auf den Thron rechtfertigt, etwas, das besonders aufgezeigt werden musste.
Grundsätzlich gab es drei Bereiche – den König mit seiner eigenen Wirksamkeit, die Amtsvorgänger und die Götterwelt –, auf die sich der amtierende Pharao für seine Legitimation berufen konnte. Auf diese stützen sich die wichtigsten Konzepte: Die Legitimation durch das Erbe, die Anknüpfung an die Vorgänger, die Legitimation durch die eigene Leistungsfähigkeit, die Designation und die Legitimation durch den Mythos. Die verschiedenen Legitimationskonzepte schließen sich gegenseitig nicht aus, sondern sind abhängig voneinander und über die gesamte über 3000-jährige Geschichte des Alten Ägypten einem kontinuierlichen Wandel sowie einer schwankenden Gewichtung unterworfen. In ihnen spiegeln sich der historische Kontext, das Selbstverständnis des jeweiligen Herrschers und weitere Auffassungen über die Aufgaben des Amtes sowie die Beziehung zu den Göttern wider. Die Legitimation der einzelnen Herrscher verändert sich durch die verschiedenen Zeiten mit deren jeweiligen Gegebenheiten sowie durch die Art und Weise der Machtübernahme. So können manche Konzepte zeitweise stärker als andere verfolgt oder ganz ausgelassen werden.